# Viva Forever
Viva Forever è una canzone del 1998 delle Spice Girls. È il quarto e ultimo singolo estratto dal secondo album del gruppo, Spiceworld.

## Il brano
È una ballata lenta, intensa e malinconica, dalla quale spicca soprattutto la sonorità latina che caratterizza tutto il brano.
La malinconia del brano è stata accentuata dall'abbandono della band da parte di Geri Halliwell, avvenuto prima dell'uscita del singolo; la voce della Halliwell è comunque presente nel brano, perché era già stato registrato.
Con questa canzone le Spice Girls si sono esibite con Luciano Pavarotti al Pavarotti & Friends. All'evento non ha partecipato Geri Halliwell, uscita dal gruppo pochi giorni prima.

## Il singolo
Viva Forever è l'ottavo singolo delle Spice Girls e il settimo a conquistare la prima posizione nella classifica dei singoli britannica ed è stato pubblicato il 20 luglio 1998. Non è stato però pubblicato negli Stati Uniti. Il singolo è stato reso disponibile con cinque copertine diverse, ognuna raffigurante una delle cinque "Spice-fatine". I cinque diversi singoli sono diventati oggetto di collezionismo soprattutto per la rarità della copertina con la fatina rappresentante Geri, stampata in poche copie a causa della fuoriuscita della ragazza dal gruppo avvenuta in quel periodo.
Inizialmente era previsto che il singolo contenesse anche la canzone Never Give Up on the Good Times ma il disco con le due canzoni non è stato realizzato per motivi temporali.
La versione radiofonica del singolo è stata decurtata di oltre un minuto rispetto alla versione contenuta nell'album.

## Il video
Il videoclip del brano è una metafora del sentimento che rimane anche dopo la morte o la scomparsa di una persona cara, ed è stato realizzato da Steve Box della Aardman Animation.
All'inizio del video, un libro intitolato "Viva Forever" si apre. Due ragazzi corrono in un prato e vedono molti oggetti simili alle capsule di plastica dei distributori automatici. Uno di questi si apre e ne escono fuori le Spice con l'aspetto di fate alate (simili alle future Winx). Uno dei ragazzi fugge spaventato, mentre l'altro rimane ed interagisce con le Spice. Poi Baby Spice (Emma Bunton) soffia un po' di polvere di stelle su di lui; a questo punto compare un enorme cubo di Rubik. La parte centrale del cubo si alza e rivela una luce gialla. Il ragazzo guarda dentro ed è ipnotizzato da ciò che vede, si arrampica nel foro centrale e scompare con le fate. L'amico ritorna e prende il cubo, che si è rimpicciolito fino ad assumere dimensioni normali, e continua a camminare cercando di risolvere il puzzle, quando si imbatte in un distributore automatico gigante. Una delle capsule si illumina di blu, così lui mette il cubo di Rubik all'interno di essa e la getta nel distributore. Le Spice ne escono fuori e quattro volano via lasciando indietro Ginger (velato riferimento al suo addio al gruppo).

## Tracce e formati
Questi sono i formati e le relative tracklist delle principali pubblicazioni del singolo
- UK CD1/Australian CD/Brazilian CD/Taiwanese CD1

1. Viva Forever [Radio Edit] - 4:10
2. Viva Forever [Tony Rich Remix] - 5:30
3. Viva Forever [Tony Rich Instrumental] - 5:42
4. Viva Forever [Interactive Element]

- UK CD2/UK Cassette/Malaysian CD/Taiwanese CD2

1. Viva Forever [Radio Edit] - 4:10
2. Who Do You Think You Are [Live] - 4:22
3. Say You'll Be There [Live] - 4:25

- European CD

1. Viva Forever [Radio Edit] - 4:10
2. Viva Forever [Tony Rich Remix] - 5:30

- Japanese CD

1. Viva Forever [Radio Edit] - 4:10
2. Viva Forever [Tony Rich Remix] - 5:30
3. Who Do You Think You Are [Live] - 4:22
4. Say You'll Be There [Live] - 4:25

- French 12" Promo Vinyl single

1. A1:Viva Forever [Album Version] - 5:09
2. B1:Viva Forever [Groovy Mix - Tony Rich Remix] - 5:30

- UK 7" Promo Vinyl single

1. A1:Viva Forever [Radio Edit] - 4:10
2. B1:Who Do You Think You Are [Live] - 4:22

## Cover
Una cover della canzone è stata realizzata nel 2007 da Jim O'Rourke e pubblicata in una compilation il 4 settembre 2007.
Esiste anche una versione power-metal del gruppo svedese ReinXeed.

## Classifiche

### Classifiche settimanali
| Classifica (1998) | Posizione raggiunta |
| ----------------- | ------------------- |
| Regno Unito       | 1                   |
| Nuova Zelanda     | 1                   |
| Irlanda           | 2                   |
| Italia            | 2                   |
| Australia         | 2                   |
| Svizzera          | 3                   |
| Austria           | 4                   |
| Svezia            | 6                   |
| Paesi Bassi       | 7                   |
| Belgio (Vallonia) | 9                   |
| Norvegia          | 12                  |
| Belgio (Fiandre)  | 13                  |
| Francia           | 18                  |

### Classifiche annuali
| Classifica di fine anno | Posizione |
| ----------------------- | --------- |
| Italia                  | 10        |